# San Girolamo dei Croati (titolo cardinalizio)
San Girolamo dei Croati (in latino: Titulus Sancti Hieronymi Croatorum), noto anche come San Girolamo degli Schiavoni, è un titolo cardinalizio istituito da papa Pio V l'8 febbraio 1566. Il titolo insiste sulla chiesa di San Girolamo dei Croati.
Dal 21 ottobre 2003 il titolare è il cardinale Josip Bozanić, arcivescovo emerito di Zagabria.

## Titolari
Si omettono i periodi di titolo vacante non superiori ai 2 anni o non storicamente accertati.
- Prospero Santa Croce (8 febbraio 1566 - 12 aprile 1570 nominato cardinale presbitero di Santa Maria degli Angeli)
- Felice Peretti Montalto, O.F.M.Conv. (9 giugno 1570 - 24 aprile 1585 eletto papa con il nome di Sisto V)
- Alessandro Damasceni Peretti, diaconia pro illa vice (14 giugno 1585 - 20 aprile 1587 nominato cardinale diacono di Santa Maria in Cosmedin)
- Pedro de Deza Manuel (20 aprile 1587 - 18 agosto 1597 nominato cardinale presbitero di San Lorenzo in Lucina)
- Simeone Tagliavia d'Aragona (18 agosto 1597 - 21 febbraio 1600 nominato cardinale presbitero di Santa Prassede)
- Bonifazio Bevilacqua Aldobrandini (26 febbraio 1601 - 31 agosto 1611 nominato cardinale presbitero di Santa Prisca)
- Felice Centini, O.F.M.Conv. (12 settembre 1612 - 12 agosto 1613 nominato cardinale presbitero di San Lorenzo in Panisperna)
  - Titolo vacante (1613 - 1616)
- Matteo Priuli (17 ottobre 1616 - 23 giugno 1621 nominato cardinale presbitero di San Marco)
- Giovanni Dolfin (23 giugno 1621 - 23 agosto 1622 nominato cardinale presbitero di San Carlo ai Catinari)
  - Titolo vacante (1622 - 1632)
- Péter Pázmány, S.I. (31 maggio 1632 - 19 marzo 1637 deceduto)
  - Titolo vacante (1637 - 1642)
- Francesco Peretti di Montalto (10 febbraio 1642 - 4 maggio 1655 deceduto)
  - Titolo vacante (1653 - 1657)
- Girolamo Buonvisi (23 aprile 1657 - 21 febbraio 1677 deceduto)
  - Titolo vacante (1677 - 1681)
- Giovanni Battista de Luca (22 settembre 1681 - 5 febbraio 1683 deceduto)
  - Titolo vacante (1683 - 1689)
- Leopold Karl von Kollonitsch (14 novembre 1689 - 20 gennaio 1707 deceduto)
  - Titolo vacante (1707 - 1720)
- Cornelio Bentivoglio (15 aprile 1720 - 25 giugno 1727 nominato cardinale presbitero di Santa Cecilia)
- Leandro di Porcia, O.S.B.Cas. (10 maggio 1728 - 20 settembre 1728 nominato cardinale presbitero di San Callisto)
  - Titolo vacante (1728 - 1728)
- Sinibaldo Doria (17 dicembre 1731 - 2 dicembre 1733 deceduto)
  - Titolo vacante (1733 - 1745)
- Giacomo Oddi (5 aprile 1745 - 12 gennaio 1756 nominato cardinale presbitero di Sant'Anastasia)
  - Titolo vacante (1756 - 1759)
- Pietro Paolo Conti (19 novembre 1759 - 21 marzo 1763 nominato cardinale presbitero di Santo Stefano al Monte Celio)
  - Titolo vacante (1763 - 1780)
- František Herzan von Harras (11 dicembre 1780 - 13 settembre 1782 nominato cardinale presbitero dei Santi Nereo e Achilleo)
  - Titolo vacante (1782 - 1785)
- Francesco Carrara (11 aprile 1785 - 11 aprile 1791 nominato cardinale presbitero di San Silvestro in Capite)
  - Titolo vacante (1791 - 1801)
- Cesare Brancadoro (20 luglio 1801 - 29 maggio 1820 nominato cardinale presbitero di Sant'Agostino)
  - Titolo vacante (1820 - 1836)
- Gabriel della Genga Sermattei (21 novembre 1836 - 10 febbraio 1861 deceduto)
- Antonio Maria Panebianco, O.F.M.Conv. (30 settembre 1861 - 23 dicembre 1861 nominato cardinale presbitero dei Santi XII Apostoli)
- Giuseppe Andrea Bizzarri (19 marzo 1863 - 5 luglio 1875 nominato cardinale presbitero di Santa Balbina)
- Luigi Serafini (20 marzo 1877 - 1º giugno 1888 nominato cardinale vescovo di Sabina)
- Serafino Vannutelli (11 febbraio 1889 - 12 giugno 1893 nominato cardinale vescovo di Frascati)
- Lőrinc Schlauch (21 maggio 1894 - 10 luglio 1902 deceduto)
- Andrea Aiuti (12 novembre 1903 - 28 aprile 1905 deceduto)
  - Titolo vacante (1905 - 1911)
- Franziskus von Sales Bauer (2 dicembre 1912 - 25 novembre 1915 deceduto)
- Raffaele Scapinelli di Leguigno (7 dicembre 1916 - 16 settembre 1933 deceduto)
- Santiago Luis Copello (19 dicembre 1935 - 14 dicembre 1959 nominato cardinale presbitero di San Lorenzo in Damaso)
- Gustavo Testa (17 dicembre 1959 - 28 febbraio 1969 deceduto)
  - Titolo vacante (1969 - 1973)
- Paolo Bertoli (5 marzo 1973 - 30 giugno 1979 nominato cardinale vescovo di Frascati)
  - Titolo vacante (1979 - 1983)
- Franjo Kuharić (20 febbraio 1983 - 11 marzo 2002 deceduto)
- Josip Bozanić, dal 21 ottobre 2003